# Liste des députés allemands de l'Empire allemand (5e législature)
Les députés de la cinquième législature du Reichstag sont les députés du Reichstag élus lors des élections législatives allemandes de 1881 pour la période 1881-1884.

## Liste des députés
| État                                      | District          | Circonscription | Élu                                      | Parti | Parti           |
| ----------------------------------------- | ----------------- | --- | ---------------------------------------- | ----- | --------------- |
| Royaume de Prusse (Prusse-Orientale)      | Königsberg        | 01 (Memel-Heydekrug) | Helmuth Karl Bernhard von Moltke         |       | DKP             |
| Royaume de Prusse (Prusse-Orientale)      | Königsberg        | 02 (Labiau-Wehlau) | Kurt von Saucken-Tarputschen             |       | DFP             |
| Royaume de Prusse (Prusse-Orientale)      | Königsberg        | 03 (Königsberg-Ville) | Julius Möller                            |       | DFP             |
| Royaume de Prusse (Prusse-Orientale)      | Königsberg        | 04 (Fischhausen-Königsberg-Campagne) | August von Dönhoff                       |       | DKP             |
| Royaume de Prusse (Prusse-Orientale)      | Königsberg        | 05 (Heiligenbeil-Preußisch Eylau) | Heinrich von Schirmeister                |       | LV              |
| Royaume de Prusse (Prusse-Orientale)      | Königsberg        | 06 (Braunsberg-Heilsberg) | Augustin Kolberg                         |       | ZEN             |
| Royaume de Prusse (Prusse-Orientale)      | Königsberg        | 07 (Preußisch Holland-Mohrungen) | Rudolph Wichmann                         |       | DKP             |
| Royaume de Prusse (Prusse-Orientale)      | Königsberg        | 08 (Osterode-Neidenburg) | Leo Becker                               |       | DRP             |
| Royaume de Prusse (Prusse-Orientale)      | Königsberg        | 09 (Allenstein-Rößel) | Rudolph Borowski                         |       | ZEN             |
| Royaume de Prusse (Prusse-Orientale)      | Königsberg        | 10 (Rastenburg-Friedland-Gerdauen) | Raimund Behrend                          |       | DFP             |
| Royaume de Prusse (Prusse-Orientale)      | Gumbinnen         | 01 (Tilsit-Niederung) | Albert Wander                            |       | DFP             |
| Royaume de Prusse (Prusse-Orientale)      | Gumbinnen         | 02 (Ragnit-Pillkallen) | Albert von Sperber                       |       | DKP             |
| Royaume de Prusse (Prusse-Orientale)      | Gumbinnen         | 03 (Gumbinnen-Insterbourg) | Otto Saro                                |       | DKP             |
| Royaume de Prusse (Prusse-Orientale)      | Gumbinnen         | 04 (Stallupönen-Goldap-Darkehmen) | Gustav von Goßler                        |       | DKP             |
| Royaume de Prusse (Prusse-Orientale)      | Gumbinnen         | 05 (Angerburg-Lötzen) | Ludwig von Staudy                        |       | DKP             |
| Royaume de Prusse (Prusse-Orientale)      | Gumbinnen         | 06 (Oletzko-Lyck-Johannisburg) | William von Simpson-Georgenbuch          |       | DKP             |
| Royaume de Prusse (Prusse-Orientale)      | Gumbinnen         | 07 (Sensburg-Ortelsbourg) | Walter Dirichlet                         |       | DFP             |
| Royaume de Prusse (Prusse-Occidentale)    | Dantzig           | 01 (Marienbourg-Elbing) | Wilhelm von Minnigerode                  |       | DKP             |
| Royaume de Prusse (Prusse-Occidentale)    | Dantzig           | 02 (Dantzig-Haut-Dantzig-Bas) | Friedrich Wilhelm Landmesser             |       | ZEN             |
| Royaume de Prusse (Prusse-Occidentale)    | Dantzig           | 03 (Dantzig-Ville) | Heinrich Rickert                         |       | LV              |
| Royaume de Prusse (Prusse-Occidentale)    | Dantzig           | 04 (Neustadt-Putzig-Karthaus) | Anton von Kalkstein                      |       | Pole            |
| Royaume de Prusse (Prusse-Occidentale)    | Dantzig           | 05 (Berent-Preußisch Stargard-Dirschau) | Michael von Kalkstein                    |       | Pole            |
| Royaume de Prusse (Prusse-Occidentale)    | Marienwerder      | 01 (Marienwerder-Stuhm) | Arthur Hobrecht                          |       | NLP             |
| Royaume de Prusse (Prusse-Occidentale)    | Marienwerder      | 02 (Rosenberg-Löbau-en-Prusse-Occidentale (de)) | Rodrigo zu Dohna-Finckenstein            |       | DKP             |
| Royaume de Prusse (Prusse-Occidentale)    | Marienwerder      | 03 (Graudenz-Strasbourg) | Ignacy von Lyskowski                     |       | Pole            |
| Royaume de Prusse (Prusse-Occidentale)    | Marienwerder      | 04 (Thorn-Kulm-Briesen) | Michael von Sczaniecki                   |       | Pole            |
| Royaume de Prusse (Prusse-Occidentale)    | Marienwerder      | 05 (Schwetz) | Boleslaw von Kossowski                   |       | Pole            |
| Royaume de Prusse (Prusse-Occidentale)    | Marienwerder      | 06 (Konitz-Tuchel) | Leon von Czarlinski                      |       | Pole            |
| Royaume de Prusse (Prusse-Occidentale)    | Marienwerder      | 07 (Schlochau-Flatow) | Viktor von Tepper-Laski                  |       | DRP             |
| Royaume de Prusse (Prusse-Occidentale)    | Marienwerder      | 08 (Deutsch-Krone) | Max von Brauchitsch                      |       | DKP             |
| Royaume de Prusse (Berlin)                | Berlin            | 01 (Alt-Berlin-Cölln-Friedrichswerder-Dorotheenstadt-Friedrichstadt-Nord) | Ludwig Loewe                             |       | DFP             |
| Royaume de Prusse (Berlin)                | Berlin            | 02 (Schöneberger Vorstadt-Friedrichsvorstadt-Tempelhofer Vorstadt-Friedrichstadt-Sud) | Rudolf Virchow                           |       | DFP             |
| Royaume de Prusse (Berlin)                | Berlin            | 03 (Luisenstadt-Neu-Cölln) | August Munckel                           |       | DFP             |
| Royaume de Prusse (Berlin)                | Berlin            | 04 (Luisenstadt-Stralauer Vorstadt-Königsstadt-Est) | Albert Traeger                           |       | DFP             |
| Royaume de Prusse (Berlin)                | Berlin            | 05 (Spandauer Vorstadt-Friedrich-Wilhelm-Stadt-Königsstadt-Ouest) | Siegmund Günther                         |       | DFP             |
| Royaume de Prusse (Berlin)                | Berlin            | 06 (Wedding-Gesundbrunnen-Moabit-Oranienburger Vorstadt-Rosenthaler Vorstadt) | Moritz Klotz                             |       | DFP             |
| Royaume de Prusse (Brandebourg)           | Potsdam           | 01 (Prignitz-de-l'Ouest) | Otto Hermes                              |       | DFP             |
| Royaume de Prusse (Brandebourg)           | Potsdam           | 02 (Prignitz-de-l'Est) | Friedrich Langhoff                       |       | DFP             |
| Royaume de Prusse (Brandebourg)           | Potsdam           | 03 (Ruppin-Templin) | Adolf von Arnim-Boitzenburg              |       | DRP             |
| Royaume de Prusse (Brandebourg)           | Potsdam           | 04 (Prenzlau-Angermünde) | Friedrich von Wedell-Malchow             |       | DKP             |
| Royaume de Prusse (Brandebourg)           | Potsdam           | 05 (Haut-Barnim) | Franz Heinrich Schröter                  |       | LV              |
| Royaume de Prusse (Brandebourg)           | Potsdam           | 06 (Bas-Barnim-Lichtenberg) | Arnold Lohren                            |       | DRP             |
| Royaume de Prusse (Brandebourg)           | Potsdam           | 07 (Potsdam-Havelland-de-l'Est-Spandau) | Karl Wilhelm Nessler                     |       | DFP             |
| Royaume de Prusse (Brandebourg)           | Potsdam           | 08 (Brandebourg-sur-la-Havel-Havelland-de-l'Ouest) | Rudolf Hammer                            |       | LV              |
| Royaume de Prusse (Brandebourg)           | Potsdam           | 09 (Zauch-Belzig-Jüterbog-Luckenwalde) | Hermann Rademacher                       |       | DFP             |
| Royaume de Prusse (Brandebourg)           | Potsdam           | 10 (Teltow-Beeskow-Storkow-Charlottenbourg-Schöneberg-Neukölln-Wilmersdorf) | Nicolaus von Handjery                    |       | DKP             |
| Royaume de Prusse (Brandebourg)           | Francfort         | 01 (Arnswalde-Friedeberg) | Paul von Brand                           |       | DKP             |
| Royaume de Prusse (Brandebourg)           | Francfort         | 02 (Landsberg-sur-la-Warthe-Soldin) | Heinrich Kochhann                        |       | LV              |
| Royaume de Prusse (Brandebourg)           | Francfort         | 03 (Königsberg) | Albert von Levetzow                      |       | DKP             |
| Royaume de Prusse (Brandebourg)           | Francfort         | 04 (Francfort-sur-l'Oder-Lebus) | Gerhard Struve                           |       | LV              |
| Royaume de Prusse (Brandebourg)           | Francfort         | 05 (Sternberg-Est-Sternberg-Ouest) | Karl von Waldow und Reitzenstein         |       | DKP             |
| Royaume de Prusse (Brandebourg)           | Francfort         | 06 (Züllichau-Schwiebus-Crossen-sur-l'Oder) | Otto Uhden                               |       | DKP             |
| Royaume de Prusse (Brandebourg)           | Francfort         | 07 (Guben-Lübben) | Heinrich zu Schoenaich-Carolath          |       | DRP             |
| Royaume de Prusse (Brandebourg)           | Francfort         | 08 (Sorau-Forst) | Nikolaus Witt                            |       | LV              |
| Royaume de Prusse (Brandebourg)           | Francfort         | 09 (Cottbus-Spremberg) | Traugott Hirschberger                    |       | DFP             |
| Royaume de Prusse (Brandebourg)           | Francfort         | 10 (Calau-Luckau) | Otto von Manteuffel                      |       | DKP             |
| Royaume de Prusse (Poméranie)             | Stettin           | 01 (Demmin-Anklam) | Helmuth von Maltzahn                     |       | DKP             |
| Royaume de Prusse (Poméranie)             | Stettin           | 02 (Ueckermünde-Usedom-Wollin) | Heinrich Dohrn                           |       | LV              |
| Royaume de Prusse (Poméranie)             | Stettin           | 03 (Randow-Greifenhagen) | Alexander von der Osten                  |       | DKP             |
| Royaume de Prusse (Poméranie)             | Stettin           | 04 (Stettin) | Albert Schlutow                          |       | LV              |
| Royaume de Prusse (Poméranie)             | Stettin           | 05 (Pyritz-Saatzig) | Hermann von Schöning                     |       | DKP             |
| Royaume de Prusse (Poméranie)             | Stettin           | 06 (Naugard-Regenwalde) | Wilhelm von Flügge                       |       | DKP             |
| Royaume de Prusse (Poméranie)             | Stettin           | 07 (Greifenberg-Cammin) | Ernst Matthias von Köller                |       | DKP             |
| Royaume de Prusse (Poméranie)             | Köslin            | 01 (Stolp-Lauenbourg) | Wilhelm Joachim von Hammerstein          |       | DKP             |
| Royaume de Prusse (Poméranie)             | Köslin            | 02 (Bütow-Rummelsburg-Schlawe) | Adolf von Massow                         |       | DKP             |
| Royaume de Prusse (Poméranie)             | Köslin            | 03 (Köslin-Colberg-Cörlin-Bublitz) | August von Gerlach                       |       | DKP             |
| Royaume de Prusse (Poméranie)             | Köslin            | 04 (Belgard-sur-la-Persante-Schivelbein-Dramburg) | Conrad von Kleist                        |       | DKP             |
| Royaume de Prusse (Poméranie)             | Köslin            | 05 (Neustettin) | Hermann von Busse                        |       | DKP             |
| Royaume de Prusse (Poméranie)             | Stralsund         | 01 (Rügen-Stralsund-Franzburg) | Ulrich von Behr-Negendank                |       | DRP             |
| Royaume de Prusse (Poméranie)             | Stralsund         | 02 (Greifswald-Grimmen) | Karl Hüter                               |       | DFP             |
| Royaume de Prusse (Posnanie)              | Posen             | 01 (Posen) | Hippolyt von Turno                       |       | Pole            |
| Royaume de Prusse (Posnanie)              | Posen             | 02 (Samter-Birnbaum-Obornik-Schwerin-sur-la-Warthe) | Stephan von Kwilecki                     |       | Pole            |
| Royaume de Prusse (Posnanie)              | Posen             | 03 (Meseritz-Bomst) | Hans Wilhelm von Unruhe-Bomst            |       | DRP             |
| Royaume de Prusse (Posnanie)              | Posen             | 04 (Buk-Schmiegel-Kosten) | Marzel von Zoltowski                     |       | Pole            |
| Royaume de Prusse (Posnanie)              | Posen             | 05 (Gostyn-Rawitsch) | Casimir von Chlapowski                   |       | Pole            |
| Royaume de Prusse (Posnanie)              | Posen             | 06 (Fraustadt-Lissa) | Stanislaus von Chlapowski                |       | Pole            |
| Royaume de Prusse (Posnanie)              | Posen             | 07 (Schrimm-Schroda) | Roman von Komierowski                    |       | Pole            |
| Royaume de Prusse (Posnanie)              | Posen             | 08 (Wreschen-Pleschen-Jarotschin) | Theophil Magdzinski                      |       | Pole            |
| Royaume de Prusse (Posnanie)              | Posen             | 09 (Krotoschin-Koschmin) | Ludwig von Jazdzewski                    |       | Pole            |
| Royaume de Prusse (Posnanie)              | Posen             | 10 (Adelnau-Schildberg-Ostrowo-Kempen-en-Posnanie) | Ferdinand von Radziwill                  |       | Pole            |
| Royaume de Prusse (Posnanie)              | Bromberg          | 01 (Czarnikau-Filehne-Colmar-en-Posnanie) | Axel von Colmar-Meyenburg                |       | DKP             |
| Royaume de Prusse (Posnanie)              | Bromberg          | 02 (Wirsitz-Schubin-Znin) | Leo von Skorzewski                       |       | Pole            |
| Royaume de Prusse (Posnanie)              | Bromberg          | 03 (Bromberg) | Karl Hempel                              |       | DFP             |
| Royaume de Prusse (Posnanie)              | Bromberg          | 04 (Hohensalza-Mogilno-Strelno) | Stanislaus von Kurnatowski               |       | Pole            |
| Royaume de Prusse (Posnanie)              | Bromberg          | 05 (Gnesen-Wongrowitz-Witkowo) | Witold von Skarzynski                    |       | Pole            |
| Royaume de Prusse (Silésie)               | Breslau           | 01 (Guhrau-Steinau-Wohlau) | Guido von Kessel                         |       | DKP             |
| Royaume de Prusse (Silésie)               | Breslau           | 02 (Militsch-Trebnitz) | Hermann von Hatzfeldt                    |       | DRP             |
| Royaume de Prusse (Silésie)               | Breslau           | 03 (Groß Wartenberg-Œls) | Wilhelm von Kardorff                     |       | DRP             |
| Royaume de Prusse (Silésie)               | Breslau           | 04 (Namslau-Brieg) | Oswald von Hoenika                       |       | LV              |
| Royaume de Prusse (Silésie)               | Breslau           | 05 (Ohlau-Strehlen-Nimptsch) | Johannes Friedrich Goldschmidt           |       | LV              |
| Royaume de Prusse (Silésie)               | Breslau           | 06 (Breslau-Est) | Wilhelm Hasenclever                      |       | SAP             |
| Royaume de Prusse (Silésie)               | Breslau           | 07 (Breslau-Ouest) | Julius Kräcker                           |       | SAP             |
| Royaume de Prusse (Silésie)               | Breslau           | 08 (Neumarkt-Breslau-Campagne) | Victor Ier de Hohenlohe-Ratibor          |       | DRP             |
| Royaume de Prusse (Silésie)               | Breslau           | 09 (Striegau-Schweidnitz) | Paul von Kulmiz                          |       | DRP             |
| Royaume de Prusse (Silésie)               | Breslau           | 10 (Waldenburg) | Jean-Henri XI d'Hochberg                 |       | DRP             |
| Royaume de Prusse (Silésie)               | Breslau           | 11 (Reichenbach-Neurode) | Felix Porsch                             |       | ZEN             |
| Royaume de Prusse (Silésie)               | Breslau           | 12 (Glatz-Habelschwerdt) | Robert von Ludwig                        |       | ZEN             |
| Royaume de Prusse (Silésie)               | Breslau           | 13 (Frankenstein-Münsterberg) | Johann von Harbuval-Chamaré-Stolz        |       | ZEN             |
| Royaume de Prusse (Silésie)               | Oppeln            | 01 (Kreuzburg-Rosenberg-en-Haute-Silésie) | Heinrich von Aulock                      |       | ZEN             |
| Royaume de Prusse (Silésie)               | Oppeln            | 02 (Oppeln) | Franz von Ballestrem                     |       | ZEN             |
| Royaume de Prusse (Silésie)               | Oppeln            | 03 (Groß Strehlitz-Cosel) | Adolph Franz                             |       | ZEN             |
| Royaume de Prusse (Silésie)               | Oppeln            | 04 (Lublinitz-Tost-Gleiwitz) | Alexander von Schalscha                  |       | ZEN             |
| Royaume de Prusse (Silésie)               | Oppeln            | 05 (Beuthen-Tarnowitz) | Edmund von Radziwill                     |       | ZEN             |
| Royaume de Prusse (Silésie)               | Oppeln            | 06 (Kattowitz-Zabrze) | Ludwig Richard Edler                     |       | ZEN             |
| Royaume de Prusse (Silésie)               | Oppeln            | 07 (Pless-Rybnik) | Eduard Müller                            |       | ZEN             |
| Royaume de Prusse (Silésie)               | Oppeln            | 08 (Ratibor) | Gustav von Saurma-Jeltsch                |       | ZEN             |
| Royaume de Prusse (Silésie)               | Oppeln            | 09 (Leobschütz) | Julius Cäsar von Nayhauß-Cormons         |       | ZEN             |
| Royaume de Prusse (Silésie)               | Oppeln            | 10 (Neustadt-en-Haute-Silésie) | Friedrich zu Stolberg-Stolberg           |       | ZEN             |
| Royaume de Prusse (Silésie)               | Oppeln            | 11 (Falkenberg-en-Haute-Silésie-Grottkau) | Friedrich von Praschma                   |       | ZEN             |
| Royaume de Prusse (Silésie)               | Oppeln            | 12 (Neisse) | Albert Horn                              |       | ZEN             |
| Royaume de Prusse (Silésie)               | Liegnitz          | 01 (Grünberg-Freystadt) | Ludwig Jacobi                            |       | NLP             |
| Royaume de Prusse (Silésie)               | Liegnitz          | 02 (Sagan-Sprottau) | Carl Braun                               |       | LV              |
| Royaume de Prusse (Silésie)               | Liegnitz          | 03 (Glogau) | August Maager                            |       | LV              |
| Royaume de Prusse (Silésie)               | Liegnitz          | 04 (Lüben-Bunzlau) | Adalbert Falk                            |       | NLP             |
| Royaume de Prusse (Silésie)               | Liegnitz          | 05 (Löwenberg) | Robert von Puttkamer                     |       | DKP             |
| Royaume de Prusse (Silésie)               | Liegnitz          | 06 (Liegnitz-Goldberg-Haynau) | Robert Beisert                           |       | LV              |
| Royaume de Prusse (Silésie)               | Liegnitz          | 07 (Landeshut-Jauer-Bolkenhain) | Rudolf von Gneist                        |       | NLP             |
| Royaume de Prusse (Silésie)               | Liegnitz          | 08 (Schönau-Hirschberg) | Georg von Bunsen                         |       | LV              |
| Royaume de Prusse (Silésie)               | Liegnitz          | 09 (Görlitz-Lauban) | Erwin Lüders                             |       | LV              |
| Royaume de Prusse (Silésie)               | Liegnitz          | 10 (Rothenburg-Hoyerswerda) | Otto Theodor von Seydewitz               |       | DKP             |
| Royaume de Prusse (Saxe)                  | Magdebourg        | 01 (Salzwedel-Gardelegen) | Friedrich Kapp                           |       | LV              |
| Royaume de Prusse (Saxe)                  | Magdebourg        | 02 (Stendal-Osterburg) | Hermann von Lüderitz                     |       | DKP             |
| Royaume de Prusse (Saxe)                  | Magdebourg        | 03 (Jerichow I-Jerichow II) | Heinrich Greve                           |       | DFP             |
| Royaume de Prusse (Saxe)                  | Magdebourg        | 04 (Magdebourg) | Walter Büchtemann                        |       | DFP             |
| Royaume de Prusse (Saxe)                  | Magdebourg        | 05 (Neuhaldensleben-Wolmirstedt) | Max von Forckenbeck                      |       | LV              |
| Royaume de Prusse (Saxe)                  | Magdebourg        | 06 (Wanzleben) | Robert von Benda                         |       | NLP             |
| Royaume de Prusse (Saxe)                  | Magdebourg        | 07 (Aschersleben-Quedlinbourg-Calbe-sur-la-Saale) | Adolph von Dietze                        |       | DRP             |
| Royaume de Prusse (Saxe)                  | Magdebourg        | 08 (Halberstadt-Oschersleben-Wernigerode) | August von Bernuth                       |       | NLP             |
| Royaume de Prusse (Saxe)                  | Mersebourg        | 01 (Liebenwerda-Torgau) | Justus Clauswitz                         |       | DRP             |
| Royaume de Prusse (Saxe)                  | Mersebourg        | 02 (Schweinitz-Wittemberg) | Hugo Schroeder                           |       | LV              |
| Royaume de Prusse (Saxe)                  | Mersebourg        | 03 (Bitterfeld-Delitzsch) | Johannes Moritz Wölfel                   |       | LV              |
| Royaume de Prusse (Saxe)                  | Mersebourg        | 04 (Halle-sur-Saale-la Saale) | Paul Alexander Meyer                     |       | LV              |
| Royaume de Prusse (Saxe)                  | Mersebourg        | 05 (Mansfeld-Lac-Mansfeld-Montagne) | Ernst Leuschner                          |       | DRP             |
| Royaume de Prusse (Saxe)                  | Mersebourg        | 06 (Sangerhausen-Eckartsberga) | Friedrich Hermann Müller                 |       | NLP             |
| Royaume de Prusse (Saxe)                  | Mersebourg        | 07 (Querfurt-Mersebourg) | Carl August Panse                        |       | LV              |
| Royaume de Prusse (Saxe)                  | Mersebourg        | 08 (Naumbourg-Weißenfels-Zeitz) | Karl Otto Rohland                        |       | DFP             |
| Royaume de Prusse (Saxe)                  | Erfurt            | 01 (Comté d'Hohenstein) | Julius Lerche                            |       | DFP             |
| Royaume de Prusse (Saxe)                  | Erfurt            | 02 (Heiligenstadt-Worbis) | Eduard Strecker                          |       | ZEN             |
| Royaume de Prusse (Saxe)                  | Erfurt            | 03 (Muhlouse-Langensalza-Weißensee) | Eduard Gustav Eberty                     |       | LV              |
| Royaume de Prusse (Saxe)                  | Erfurt            | 04 (Erfurt-Schleusingen-Ziegenrück) | Adolf Stengel                            |       | LV              |
| Royaume de Prusse (Schleswig-Holstein)    |                   | 01 (Hadersleben-Sonderburg) | Hans Lassen                              |       | Däne            |
| Royaume de Prusse (Schleswig-Holstein)    |                   | 02 (Apenrade-Flensbourg) | Gustav Johannsen                         |       | Däne            |
| Royaume de Prusse (Schleswig-Holstein)    |                   | 03 (Schleswig-Eckernförde) | Karl Friedrich Wilhelm Koch              |       | DFP             |
| Royaume de Prusse (Schleswig-Holstein)    |                   | 04 (Tondern-Husum-Eiderstedt) | Gustav Reinhold Richter                  |       | DFP             |
| Royaume de Prusse (Schleswig-Holstein)    |                   | 05 (Dithmarse-du-Nord-Dithmarse-du-Sud-Steinburg) | Gustav Thomsen                           |       | LV              |
| Royaume de Prusse (Schleswig-Holstein)    |                   | 06 (Pinneberg-Segeberg) | Heinrich Gieschen                        |       | DFP             |
| Royaume de Prusse (Schleswig-Holstein)    |                   | 07 (Kiel-Rendsburg) | Albert Hänel                             |       | DFP             |
| Royaume de Prusse (Schleswig-Holstein)    |                   | 08 (Altona-Stormarn) | Gustav Karsten                           |       | DFP             |
| Royaume de Prusse (Schleswig-Holstein)    |                   | 09 (Oldenbourg-en-Holstein-Plön) | Conrad von Holstein                      |       | DKP             |
| Royaume de Prusse (Schleswig-Holstein)    |                   | 10 (Duché de Lauenbourg) | August Westphal                          |       | LV              |
| Royaume de Prusse (Hanovre)               |                   | 01 (Emden-Norden-Weener) | Wilhelm von Beaulieu-Marconnay           |       | NLP             |
| Royaume de Prusse (Hanovre)               |                   | 02 (Aurich-Wittmund-Leer) | Gerhard Ahlhorn                          |       | DFP             |
| Royaume de Prusse (Hanovre)               |                   | 03 (Meppen-Lingen-Bentheim-Aschendorf-Hümmling) | Ludwig Windthorst                        |       | ZEN             |
| Royaume de Prusse (Hanovre)               |                   | 04 (Osnabrück-Bersenbrück-Iburg) | Balduin von Schele                       |       | DHP             |
| Royaume de Prusse (Hanovre)               |                   | 05 (Melle-Diepholz-Wittlage-Sulingen-Stolzenau) | Werner von Arnswaldt                     |       | DHP             |
| Royaume de Prusse (Hanovre)               |                   | 06 (Syke-Verden-Hoya-Achim) | Hermann von Arnswaldt                    |       | DHP             |
| Royaume de Prusse (Hanovre)               |                   | 07 (Nienburg-Neustadt am Rübenberge-Fallingbostel) | Heinrich Langwerth von Simmern           |       | DHP             |
| Royaume de Prusse (Hanovre)               |                   | 08 (Hanovre) | Ludwig Brüel                             |       | DHP             |
| Royaume de Prusse (Hanovre)               |                   | 09 (Hamelin-Linden-Springe) | Erich von Reden                          |       | NLP             |
| Royaume de Prusse (Hanovre)               |                   | 10 (Hildesheim-Marienburg-Alfeld-sur-la-Leine-Gronau) | Alexander von Bennigsen                  |       | DHP             |
| Royaume de Prusse (Hanovre)               |                   | 11 (Einbeck-Northeim-Osterode am Harz-Uslar) | Victor von Alten                         |       | DHP             |
| Royaume de Prusse (Hanovre)               |                   | 12 (Göttingen-Duderstadt-Münden) | Reinhard von Adelebsen                   |       | DHP             |
| Royaume de Prusse (Hanovre)               |                   | 13 (Goslar-Zellerfeld-Ilfeld) | Adolf von Pilgrim                        |       | DRP             |
| Royaume de Prusse (Hanovre)               |                   | 14 (Gifhorn-Celle-Peine-Burgdorf) | Eduard von der Brelie                    |       | NLP             |
| Royaume de Prusse (Hanovre)               |                   | 15 (Lüchow-Uelzen-Dannenberg-Bleckede-Isenhagen) | Berthold von Bernstorff                  |       | DHP             |
| Royaume de Prusse (Hanovre)               |                   | 16 (Lunebourg-Soltau-Winsen) | Adolf von Wangenheim-Wake                |       | DHP             |
| Royaume de Prusse (Hanovre)               |                   | 17 (Harbourg-Rotenbourg-en-Hanovre-Zeven) | Justus Bostelmann                        |       | NLP             |
| Royaume de Prusse (Hanovre)               |                   | 18 (Stade-Geestemünde-Bremervörde-Osterholz-Blumenthal) | Gustav Wendt                             |       | DFP             |
| Royaume de Prusse (Hanovre)               |                   | 19 (Neuhaus-sur-l'Oste-Hadeln-Lehe-Kehdingen-Jork) | Rudolf von Bennigsen                     |       | NLP             |
| Royaume de Prusse (Westphalie)            | Münster           | 01 (Tecklembourg-Steinfurt-Ahaus) | Carl Timmerman                           |       | ZEN             |
| Royaume de Prusse (Westphalie)            | Münster           | 02 (Münster-Coesfeld) | Clemens Heereman von Zuydwyck            |       | ZEN             |
| Royaume de Prusse (Westphalie)            | Münster           | 03 (Borken-Recklinghausen) | Julius von Bönninghausen                 |       | ZEN             |
| Royaume de Prusse (Westphalie)            | Münster           | 04 (Lüdinghausen-Beckum-Warendorf) | Ignatz von Landsberg-Velen und Steinfurt |       | ZEN             |
| Royaume de Prusse (Westphalie)            | Minden            | 01 (Minden-Lübbecke) | Alexander von Oheimb                     |       | DKP             |
| Royaume de Prusse (Westphalie)            | Minden            | 02 (Herford-Halle-en-Westphalie) | Hans Hugo von Kleist-Retzow              |       | DKP             |
| Royaume de Prusse (Westphalie)            | Minden            | 03 (Bielefeld-Wiedenbrück) | Heinrich Eugen Marcard                   |       | DKP             |
| Royaume de Prusse (Westphalie)            | Minden            | 04 (Paderborn-Büren) | Hermann von und zu Brenken               |       | ZEN             |
| Royaume de Prusse (Westphalie)            | Minden            | 05 (Höxter-Warburg) | Carl von Wendt-Papenhausen               |       | ZEN             |
| Royaume de Prusse (Westphalie)            | Arnsberg          | 01 (Wittgenstein-Siegen-Biedenkopf) | Adolf Stöcker                            |       | DKP             |
| Royaume de Prusse (Westphalie)            | Arnsberg          | 02 (Olpe-Arnsberg-Meschede) | Peter Reichensperger                     |       | ZEN             |
| Royaume de Prusse (Westphalie)            | Arnsberg          | 03 (Altena-Iserlohn-Lüdenscheid) | Paul Langerhans                          |       | DFP             |
| Royaume de Prusse (Westphalie)            | Arnsberg          | 04 (Hagen-Schwelm-Witten) | Eugen Richter                            |       | DFP             |
| Royaume de Prusse (Westphalie)            | Arnsberg          | 05 (Bochum-Gelsenkirchen-Hattingen-Herne) | Burghard von Schorlemer-Alst             |       | ZEN             |
| Royaume de Prusse (Westphalie)            | Arnsberg          | 06 (Dortmund-Hörde) | Julius Lenzmann                          |       | DFP             |
| Royaume de Prusse (Westphalie)            | Arnsberg          | 07 (Hamm-Soest) | Florens von Bockum-Dolffs                |       | NLP             |
| Royaume de Prusse (Westphalie)            | Arnsberg          | 08 (Lippstadt-Brilon) | Theodor Schroeder                        |       | ZEN             |
| Royaume de Prusse (Hesse-Nassau)          | Wiesbaden         | 01 (Haut-Taunus-Höchst-Usingen) | Karl Mohr                                |       | DFP             |
| Royaume de Prusse (Hesse-Nassau)          | Wiesbaden         | 02 (Wiesbaden-Rheingau-Bas-Taunus) | Hermann Schulze-Delitzsch                |       | DFP             |
| Royaume de Prusse (Hesse-Nassau)          | Wiesbaden         | 03 (Saint-Goarshausen-Bas-Westerwald) | Ernst Lieber                             |       | ZEN             |
| Royaume de Prusse (Hesse-Nassau)          | Wiesbaden         | 04 (Limbourg-Haute-Lahn-Basse-Lahn) | Gustav Münch                             |       | DFP             |
| Royaume de Prusse (Hesse-Nassau)          | Wiesbaden         | 05 (Dill-Haut-Westerwald) | Georg Thilenius                          |       | LV              |
| Royaume de Prusse (Hesse-Nassau)          | Wiesbaden         | 06 (Francfort-sur-le-Main) | Leopold Sonnemann                        |       | DtVP            |
| Royaume de Prusse (Hesse-Nassau)          | Cassel            | 01 (Comté de Schaumbourg-Hofgeismar-Wolfhagen) | Hermann Schläger                         |       | NLP             |
| Royaume de Prusse (Hesse-Nassau)          | Cassel            | 02 (Cassel-Melsungen) | Philipp Schwarzenberg                    |       | DFP             |
| Royaume de Prusse (Hesse-Nassau)          | Cassel            | 03 (Fritzlar-Homberg-Ziegenhain) | Otto von Gehren                          |       | DKP             |
| Royaume de Prusse (Hesse-Nassau)          | Cassel            | 04 (Eschwege-Seigneurie de Schmalkalden-Witzenhausen) | Karl Frieß                               |       | DFP             |
| Royaume de Prusse (Hesse-Nassau)          | Cassel            | 05 (Marbourg-Frankenberg-Kirchhain) | Wilhelm Arnold                           |       | DKP             |
| Royaume de Prusse (Hesse-Nassau)          | Cassel            | 06 (Hersfeld-Rotenburg-sur-la-Fulda-Hünfeld) | Franz Perrot                             |       | DKP             |
| Royaume de Prusse (Hesse-Nassau)          | Cassel            | 07 (Fulda-Schlüchtern-Gersfeld) | Clemens Heidenreich Droste zu Vischering |       | ZEN             |
| Royaume de Prusse (Hesse-Nassau)          | Cassel            | 08 (Hanau-Gelnhausen) | Karl Frohme                              |       | SAP             |
| Royaume de Prusse (Rhénanie)              | Cologne           | 01 (Cologne-Ville) | Karl Custodis                            |       | ZEN             |
| Royaume de Prusse (Rhénanie)              | Cologne           | 02 (Cologne-Campagne) | Clemens Menken                           |       | ZEN             |
| Royaume de Prusse (Rhénanie)              | Cologne           | 03 (Bergheim-sur-l'Erft-Euskirchen) | Wilhelm Rudolphi                         |       | ZEN             |
| Royaume de Prusse (Rhénanie)              | Cologne           | 04 (Rheinbach-Bonn) | Eugen von Kesseler                       |       | ZEN             |
| Royaume de Prusse (Rhénanie)              | Cologne           | 05 (Sieg-Waldbröl) | Joseph Lingens                           |       | ZEN             |
| Royaume de Prusse (Rhénanie)              | Cologne           | 06 (Mülheim-sur-le-Rhin-Gummersbach-Wipperfürth) | Christoph Moufang                        |       | ZEN             |
| Royaume de Prusse (Rhénanie)              | Düsseldorf        | 01 (Remscheid-Lennep-Mettmann) | Reinhard Schlüter                        |       | DFP             |
| Royaume de Prusse (Rhénanie)              | Düsseldorf        | 02 (Elberfeld-Barmen) | Reinhart Schmidt                         |       | DFP             |
| Royaume de Prusse (Rhénanie)              | Düsseldorf        | 03 (Solingen) | Moritz Rittinghausen                     |       | SAP             |
| Royaume de Prusse (Rhénanie)              | Düsseldorf        | 04 (Düsseldorf) | Josef Bernards                           |       | ZEN             |
| Royaume de Prusse (Rhénanie)              | Düsseldorf        | 05 (Essen-Ville) | Gerhard Stötzel                          |       | ZEN             |
| Royaume de Prusse (Rhénanie)              | Düsseldorf        | 06 (Duisbourg-Mülheim-Ruhrort-Oberhausen) | Friedrich Hammacher                      |       | NLP             |
| Royaume de Prusse (Rhénanie)              | Düsseldorf        | 07 (Moers-Rees) | Heinrich Grütering                       |       | ZEN             |
| Royaume de Prusse (Rhénanie)              | Düsseldorf        | 08 (Clèves-Gueldre) | Clemens Perger                           |       | ZEN             |
| Royaume de Prusse (Rhénanie)              | Düsseldorf        | 09 (Kempen) | Hugo Pfafferott                          |       | ZEN             |
| Royaume de Prusse (Rhénanie)              | Düsseldorf        | 10 (Gladbach) | Friedrich von Kehler                     |       | ZEN             |
| Royaume de Prusse (Rhénanie)              | Düsseldorf        | 11 (Krefeld) | August Reichensperger                    |       | ZEN             |
| Royaume de Prusse (Rhénanie)              | Düsseldorf        | 12 (Neuss-Grevenbroich) | Franz von Dalwigk zu Lichtenfels         |       | ZEN             |
| Royaume de Prusse (Rhénanie)              | Coblence          | 01 (Wetzlar-Altenkirchen) | Hermann zu Solms-Braunfels               |       | DKP             |
| Royaume de Prusse (Rhénanie)              | Coblence          | 02 (Neuwied) | Hermann Joseph Bender                    |       | ZEN             |
| Royaume de Prusse (Rhénanie)              | Coblence          | 03 (Coblence-Saint-Goar) | Georg von Hertling                       |       | ZEN             |
| Royaume de Prusse (Rhénanie)              | Coblence          | 04 (Kreuznach-Simmern) | Heinrich von Treitschke                  |       | DRP             |
| Royaume de Prusse (Rhénanie)              | Coblence          | 05 (Mayen-Ahrweiler) | Friedrich Franz Kochann                  |       | ZEN             |
| Royaume de Prusse (Rhénanie)              | Coblence          | 06 (Adenau-Cochem-Zell) | Andreas von Grand-Ry                     |       | ZEN             |
| Royaume de Prusse (Rhénanie)              | Trèves            | 01 (Daun-Bitburg-Prüm) | Wilhelm von Schorlemer                   |       | ZEN             |
| Royaume de Prusse (Rhénanie)              | Trèves            | 02 (Wittlich-Bernkastel) | Christian Dieden                         |       | ZEN             |
| Royaume de Prusse (Rhénanie)              | Trèves            | 03 (Trèves) | Paul Majunke                             |       | ZEN             |
| Royaume de Prusse (Rhénanie)              | Trèves            | 04 (Sarrelouis-Merzig-Sarrebourg) | Bartholomäus Haanen                      |       | ZEN             |
| Royaume de Prusse (Rhénanie)              | Trèves            | 05 (Sarrebruck) | Gustav Pfaehler                          |       | NLP             |
| Royaume de Prusse (Rhénanie)              | Trèves            | 06 (Ottweiler-Saint-Wendel-Meisenheim) | Otto Taeglichsbeck                       |       | NLP             |
| Royaume de Prusse (Rhénanie)              | Aix-la-Chapelle   | 01 (Schleiden-Malmedy-Montjoie) | Aloys Fritzen                            |       | ZEN             |
| Royaume de Prusse (Rhénanie)              | Aix-la-Chapelle   | 02 (Eupen-Aix-la-Chapelle-Campagne) | Adam Bock                                |       | ZEN             |
| Royaume de Prusse (Rhénanie)              | Aix-la-Chapelle   | 03 (Aix-la-Chapelle-Ville) | Victor Gielen                            |       | ZEN             |
| Royaume de Prusse (Rhénanie)              | Aix-la-Chapelle   | 04 (Düren-Juliers) | Alfred von Hompesch                      |       | ZEN             |
| Royaume de Prusse (Rhénanie)              | Aix-la-Chapelle   | 05 (Geilenkirchen-Heinsberg-Erkelenz) | Hermann Ariovist von Fürth               |       | ZEN             |
| Royaume de Prusse (Hohenzollern)          | Sigmaringen       | 01 (Sigmaringen-Hechingen) | Johann Evangelist Maier                  |       | ZEN             |
| Royaume de Bavière                        | Haute-Bavière     | 01 (Munich I (Altstadt-Lehel-Maxvorstadt) | Kaspar Ruppert                           |       | ZEN             |
| Royaume de Bavière                        | Haute-Bavière     | 02 (Munich II (Isarvorstadt-Ludwigsvorstadt-Au-Haidhausen-Giesing) -Munich-Campagne-Starnberg-Wolfratshausen | Anton Westermayer                        |       | ZEN             |
| Royaume de Bavière                        | Haute-Bavière     | 03 (Aichach-Friedberg-Dachau-Schrobenhausen) | Sigmund von Pfetten-Arnbach              |       | ZEN             |
| Royaume de Bavière                        | Haute-Bavière     | 04 (Ingolstadt-Freising-Pfaffenhofen) | Peter Karl von Aretin                    |       | ZEN             |
| Royaume de Bavière                        | Haute-Bavière     | 05 (Wasserburg-Erding-Mühldorf) | Maximilian von Soden-Fraunhofen          |       | ZEN             |
| Royaume de Bavière                        | Haute-Bavière     | 06 (Weilheim-Werdenfels-Bruck-Landsberg-Schongau) | Josef Geiger                             |       | ZEN             |
| Royaume de Bavière                        | Haute-Bavière     | 07 (Rosenheim-Ebersberg-Miesbach-Tölz) | Gregor Fichtner                          |       | ZEN             |
| Royaume de Bavière                        | Haute-Bavière     | 08 (Traunstein-Laufen-Berchtesgaden-Altötting) | Karl Senestrey                           |       | ZEN             |
| Royaume de Bavière                        | Basse-Bavière     | 01 (Landshut-Dingolfing-Vilsbiburg) | Karl von Ow                              |       | ZEN             |
| Royaume de Bavière                        | Basse-Bavière     | 02 (Straubing-Bogen-Landau-Vilshofen) | Conrad von Preysing                      |       | ZEN             |
| Royaume de Bavière                        | Basse-Bavière     | 03 (Passau-Wegscheid-Wolfstein-Grafenau) | Friedrich August Abt                     |       | ZEN             |
| Royaume de Bavière                        | Basse-Bavière     | 04 (Pfarrkirchen-Eggenfelden-Griesbach) | Benedikt Winkelhofer                     |       | ZEN             |
| Royaume de Bavière                        | Basse-Bavière     | 05 (Deggendorf-Regen-Viechtach-Kötzting) | Josef Pfahler                            |       | ZEN             |
| Royaume de Bavière                        | Basse-Bavière     | 06 (Kelheim-Regen-Rottenburg-Mallersdorf) | Karl Anton Lang                          |       | ZEN             |
| Royaume de Bavière                        | Palatinat         | 01 (Spire-Ludwigshafen-Frankenthal) | Ludwig Groß                              |       | NLP             |
| Royaume de Bavière                        | Palatinat         | 02 (Landau-Neustadt-en-Haardt) | Julius Petersen (juge) (de)              |       | NLP             |
| Royaume de Bavière                        | Palatinat         | 03 (Germersheim-Bergzabern) | Moritz Bolza                             |       | NLP             |
| Royaume de Bavière                        | Palatinat         | 04 (Deux-Ponts-Pirmasens) | Oskar Krämer                             |       | NLP             |
| Royaume de Bavière                        | Palatinat         | 05 (Hombourg-Kusel) | Franz Armand Buhl                        |       | NLP             |
| Royaume de Bavière                        | Palatinat         | 06 (Kaiserslautern-Kirchheimbolanden) | Jean Janson                              |       | NLP             |
| Royaume de Bavière                        | Haut-Palatinat    | 01 (Ratisbonne-Burglengenfeld-Stadtamhof) | Franz Josef von Gruben                   |       | ZEN             |
| Royaume de Bavière                        | Haut-Palatinat    | 02 (Amberg-Nabburg-Sulzbach-Eschenbach) | August von Gise                          |       | ZEN             |
| Royaume de Bavière                        | Haut-Palatinat    | 03 (Neumarkt-Velburg-Hemau) | Johann Michael Triller                   |       | ZEN             |
| Royaume de Bavière                        | Haut-Palatinat    | 04 (Neunburg-Waldmünchen-Cham-Roding) | Josef Witzlsperger                       |       | ZEN             |
| Royaume de Bavière                        | Haut-Palatinat    | 05 (Neustadt-sur-la-Waldnaab-Vohenstrauß-Tirschenreuth) | Joseph Schaefler                         |       | ZEN             |
| Royaume de Bavière                        | Haute-Franconie   | 01 (Hof-Naila-Rehau-Münchberg) | Heinrich August Papellier                |       | DFP             |
| Royaume de Bavière                        | Haute-Franconie   | 02 (Bayreuth-Wunsiedel-Berneck) | Friedrich von Feustel                    |       | NLP             |
| Royaume de Bavière                        | Haute-Franconie   | 03 (Forchheim-Kulmbach-Pegnitz-Ebermannstadt) | Karl Herz                                |       | DFP             |
| Royaume de Bavière                        | Haute-Franconie   | 04 (Kronach-Staffelstein-Lichtenfels-Stadtsteinach-Teuschnitz) | Friedrich von Gagern                     |       | ZEN             |
| Royaume de Bavière                        | Haute-Franconie   | 05 (Bamberg-Höchstadt) | Heinrich Horneck von Weinheim            |       | ZEN             |
| Royaume de Bavière                        | Moyenne-Franconie | 01 (Nuremberg) | Karl Grillenberger                       |       | SAP             |
| Royaume de Bavière                        | Moyenne-Franconie | 02 (Erlangen-Fürth-Hersbruck) | Franz August Schenk von Stauffenberg     |       | LV              |
| Royaume de Bavière                        | Moyenne-Franconie | 03 (Ansbach-Schwabach-Heilsbronn) | Wilhelm Jegel                            |       | LV              |
| Royaume de Bavière                        | Moyenne-Franconie | 04 (Eichstätt-Beilngries-Weissembourg) | Franz Xaver Schmidt                      |       | ZEN             |
| Royaume de Bavière                        | Moyenne-Franconie | 05 (Dinkelsbühl-Gunzenhausen-Feuchtwangen) | Philipp Schreiner                        |       | NLP             |
| Royaume de Bavière                        | Moyenne-Franconie | 06 (Rothembourg-sur-la-Tauber-Neustadt-sur-l'Aisch) | Friedrich Grieninger                     |       | LV              |
| Royaume de Bavière                        | Basse-Franconie   | 01 (Aschaffenbourg-Alzenau-Obernburg-Miltenberg) | Heinrich von Papius                      |       | ZEN             |
| Royaume de Bavière                        | Basse-Franconie   | 02 (Kitzingen-Gerolzhofen-Ochsenfurt) | Friedrich Carl von Schönborn-Wiesentheid |       | ZEN             |
| Royaume de Bavière                        | Basse-Franconie   | 03 (Lohr-Karlstadt-Hamelbourg-Marktheidenfeld-Gemünden) | Georg Arbogast von und zu Franckenstein  |       | ZEN             |
| Royaume de Bavière                        | Basse-Franconie   | 04 (Neustadt-sur-la-Saale-Brückenau-Mellrichstadt-Königshofen-Kissingen) | Ludwig Karl Reichert                     |       | ZEN             |
| Royaume de Bavière                        | Basse-Franconie   | 05 (Schweinfurt-Haßfurt-Ebern) | Joseph Warmuth                           |       | LV              |
| Royaume de Bavière                        | Basse-Franconie   | 06 (Wurtzbourg) | Karl Köhl                                |       | DtVP            |
| Royaume de Bavière                        | Souabe            | 01 (Augsbourg-Wertingen) | Andreas Freytag                          |       | ZEN             |
| Royaume de Bavière                        | Souabe            | 02 (Donauwörth-Nördlingen-Neubourg) | Max Mayer                                |       | ZEN             |
| Royaume de Bavière                        | Souabe            | 03 (Dillingen-Guntzbourg-Zusmarshausen) | Joseph von Sigmund                       |       | ZEN             |
| Royaume de Bavière                        | Souabe            | 04 (Illertissen-Neu-Ulm-Memmingen-Krumbach) | Magnus Anton Reindl                      |       | ZEN             |
| Royaume de Bavière                        | Souabe            | 05 (Kaufbeuren-Mindelheim-Oberdorf-Füssen) | Theodor von Vequel-Westernach            |       | ZEN             |
| Royaume de Bavière                        | Souabe            | 06 (Immenstadt-Sonthofen-Kempten-en-Allgäu-Lindau) | Friedrich von Quadt-Wykradt-Isny         |       | ZEN             |
| Royaume de Saxe                           |                   | 01 (Zittau) | Louis Heinrich Buddeberg                 |       | DFP             |
| Royaume de Saxe                           |                   | 02 (Löbau) | Gustav Fährmann                          |       | DFP             |
| Royaume de Saxe                           |                   | 03 (Bautzen-Kamenz-Bischofswerda) | Theodor Reich                            |       | DKP             |
| Royaume de Saxe                           |                   | 04 (Dresde-rive-droite-Radeberg-Radeburg) | Friedrich von Schwarze                   |       | DRP             |
| Royaume de Saxe                           |                   | 05 (Dresde-rive-gauche) | Paul Alfred Stübel                       |       | NLP             |
| Royaume de Saxe                           |                   | 06 (Dresde-Campagne-Dippoldiswalde) | Karl Gustav Ackermann                    |       | DKP             |
| Royaume de Saxe                           |                   | 07 (Meissen-Großenhain-Riesa) | Gustav Richter                           |       | DRP             |
| Royaume de Saxe                           |                   | 08 (Pirna-Sebnitz) | Arthur Eysoldt                           |       | DFP             |
| Royaume de Saxe                           |                   | 09 (Freiberg-Hainichen) | Max Kayser                               |       | SAP             |
| Royaume de Saxe                           |                   | 10 (Döbeln-Nossen-Leisnig) | Georg Ludwig August Walter               |       | DFP             |
| Royaume de Saxe                           |                   | 11 (Oschatz-Wurzen-Grimma) | Theodor Günther                          |       | DRP             |
| Royaume de Saxe                           |                   | 12 (Leipzig-Ville) | Eduard Stephani                          |       | NLP             |
| Royaume de Saxe                           |                   | 13 (Leipzig-Campagne-Taucha-Markranstädt-Zwenkau) | Johann Gottfried Dietze                  |       | DRP             |
| Royaume de Saxe                           |                   | 14 (Borna-Geithain-Rochlitz) | Arnold Woldemar von Frege-Weltzien       |       | DKP             |
| Royaume de Saxe                           |                   | 15 (Mittweida-Frankenberg-Augustusburg) | Georg von Vollmar                        |       | SAP             |
| Royaume de Saxe                           |                   | 16 (Chemnitz) | Bruno Geiser                             |       | SAP             |
| Royaume de Saxe                           |                   | 17 (Glauchau-Meerane-Hohenstein-Ernstthal) | Friedrich Ludwig Leuschner               |       | NLP             |
| Royaume de Saxe                           |                   | 18 (Zwickau-Crimmitschau-Werdau) | Karl Wilhelm Stolle                      |       | SAP             |
| Royaume de Saxe                           |                   | 19 (Stollberg-Schneeberg) | Karl Friedrich Ebert                     |       | DKP             |
| Royaume de Saxe                           |                   | 20 (Marienberg-Zschopau) | Albin Kutschbach                         |       | LV              |
| Royaume de Saxe                           |                   | 21 (Annaberg-Schwarzenberg-Johanngeorgenstadt) | Eugen Holtzmann                          |       | NLP             |
| Royaume de Saxe                           |                   | 22 (Auerbach-Zschopau) | Albert Niethammer                        |       | NLP             |
| Royaume de Saxe                           |                   | 23 (Plauen-Oelsnitz-Klingenthal) | Alwin Hartmann                           |       | DKP             |
| Royaume de Wurtemberg                     |                   | 01 (Stuttgart) | Sigmund Schott                           |       | DtVP            |
| Royaume de Wurtemberg                     |                   | 02 (Cannstatt-Louisbourg-Marbach-Waiblingen) | Friedrich Retter                         |       | DtVP            |
| Royaume de Wurtemberg                     |                   | 03 (Heilbronn-Besigheim-Brackenheim-Neckarsulm) | Georg Härle                              |       | DtVP            |
| Royaume de Wurtemberg                     |                   | 04 (Böblingen-Vaihingen-Leonberg-Maulbronn) | Konstantin Sebastian von Neurath         |       | DRP             |
| Royaume de Wurtemberg                     |                   | 05 (Esslingen-Nürtingen-Kirchheim-Urach) | Gustav Reiniger                          |       | DRP             |
| Royaume de Wurtemberg                     |                   | 06 (Reutlingen-Tübingen-Rottenburg) | Friedrich von Payer                      |       | DtVP            |
| Royaume de Wurtemberg                     |                   | 07 (Nagold-Calw-Neuenbürg-Herrenberg) | Julius Staelin                           |       | DRP             |
| Royaume de Wurtemberg                     |                   | 08 (Freudenstadt-Horb-Oberndorf-Sulz) | Hans von Ow                              |       | DRP             |
| Royaume de Wurtemberg                     |                   | 09 (Balingen-Rottweil-Spaichingen-Tuttlingen) | Ludwig Schwarz                           |       | DFP             |
| Royaume de Wurtemberg                     |                   | 10 (Gmünd-Göppingen-Welzheim-Schorndorf) | Georg von Wöllwarth-Lauterburg           |       | DRP             |
| Royaume de Wurtemberg                     |                   | 11 (Hall-Backnang-Öhringen-Weinsberg) | Gustav von Bühler                        |       | DtVP            |
| Royaume de Wurtemberg                     |                   | 12 (Gerabronn-Crailsheim-Mergentheim-Künzelsau) | Karl Mayer                               |       | DtVP            |
| Royaume de Wurtemberg                     |                   | 13 (Aalen-Gaildorf-Neresheim-Ellwangen) | Heinrich Adelmann von Adelmannsfelden    |       | ZEN             |
| Royaume de Wurtemberg                     |                   | 14 (Ulm-Heidenheim-Geislingen) | Gottlob Friedrich Riekert                |       | DRP             |
| Royaume de Wurtemberg                     |                   | 15 (Ehingen-Blaubeuren-Laupheim-Münsingen) | Joseph Utz                               |       | ZEN             |
| Royaume de Wurtemberg                     |                   | 16 (Biberach-Leutkirch-Waldsee-Wangen) | Reinhard von Neipperg                    |       | ZEN             |
| Royaume de Wurtemberg                     |                   | 17 (Ravensbourg-Tettnang-Saulgau-Riedlingen) | Constantin von Waldburg-Zeil             |       | ZEN             |
| Grand-duché de Bade                       |                   | 01 (Constance-Überlingen-Stockach) | Konstantin Noppel                        |       | NLP             |
| Grand-duché de Bade                       |                   | 02 (Donaueschingen-Villingen) | Robert Gerwig                            |       | NLP             |
| Grand-duché de Bade                       |                   | 03 (Waldshut-Säckingen-Neustadt-en-Forêt-Noire) | Ernst Adolf Birkenmayer                  |       | ZEN             |
| Grand-duché de Bade                       |                   | 04 (Lörrach-Müllheim) | Markus Pflüger                           |       | LV              |
| Grand-duché de Bade                       |                   | 05 (Fribourg-Emmendingen) | Heinrich von Kageneck                    |       | ZEN             |
| Grand-duché de Bade                       |                   | 06 (Lahr-Wolfach) | Ferdinand Sander                         |       | NLP             |
| Grand-duché de Bade                       |                   | 07 (Offenbourg-Kehl) | Jakob Schuck                             |       | NLP             |
| Grand-duché de Bade                       |                   | 08 (Rastatt-Bühl-Baden-Baden) | Franz Xaver Lender                       |       | ZEN             |
| Grand-duché de Bade                       |                   | 09 (Pforzheim-Ettlingen) | Gottlieb Klumpp                          |       | NLP             |
| Grand-duché de Bade                       |                   | 10 (Karlsruhe-Bruchsal) | Karl August Schneider                    |       | NLP             |
| Grand-duché de Bade                       |                   | 11 (Mannheim) | Wilhelm Kopfer                           |       | DtVP            |
| Grand-duché de Bade                       |                   | 12 (Heidelberg-Mosbach) | Wilhelm Blum                             |       | NLP             |
| Grand-duché de Bade                       |                   | 13 (Bretten-Sinsheim) | Ernst von Göler-Ravensburg               |       | DKP             |
| Grand-duché de Bade                       |                   | 14 (Tauberbischofsheim-Buchen) | Franz von und zu Bodman                  |       | ZEN             |
| Grand-duché de Hesse                      |                   | 01 (Giessen) | Egidius Gutfleisch                       |       | LV              |
| Grand-duché de Hesse                      |                   | 02 (Friedberg-Büdingen) | Bernhard Schroeder                       |       | LV              |
| Grand-duché de Hesse                      |                   | 03 (Lauterbach-Alsfeld-Schotten) | Heinrich Lüders                          |       | LV              |
| Grand-duché de Hesse                      |                   | 04 (Darmstadt-Groß-Gerau) | Wilhelm Büchner                          |       | DFP             |
| Grand-duché de Hesse                      |                   | 05 (Offenbach-Dieburg) | Wilhelm Liebknecht                       |       | SAP             |
| Grand-duché de Hesse                      |                   | 06 (Erbach-Bensheim) | Erwin Löw von und zu Steinfurth          |       | LV              |
| Grand-duché de Hesse                      |                   | 07 (Worms-Heppenheim) | Heinrich von Marquardsen                 |       | NLP             |
| Grand-duché de Hesse                      |                   | 08 (Bingen-Alzey) | Ludwig Bamberger                         |       | LV              |
| Grand-duché de Hesse                      |                   | 09 (Mayence-Oppenheim) | Adolph Phillips                          |       | DFP             |
| Grand-duché de Mecklembourg-Schwerin      |                   | 01 (Hagenow-Toddin-Bakendorf-Lübtheen-Grevesmühlen -Grevesmühlen-Plüschow-Wittenburg-Walsmühlen-Zarrentin-Wittenburg) | Ludolph von Wrisberg                     |       | DKP             |
| Grand-duché de Mecklembourg-Schwerin      |                   | 02 (Schwerin-Chevalerie-Schwerin-Domaine-Crivitz-Chevalerie -Crivitz-Domaine-Wismar-Poel-Mecklembourg-Redentin-Gadebusch -Gadebusch-Rehna-Mecklembourg-Sternberg -Warin-Neukloster-Sternberg-Tempzin)                       | Otto Büsing                              |       | NLP             |
| Grand-duché de Mecklembourg-Schwerin      |                   | 03 (Boizenburg-Chevalerie-Boizenburg-Domaine-Dobbertin-Dömitz -Goldberg-Grabow-Grabow-Eldena-Lübz-Lübz-Marnitz -Neustadt-en-Mecklembourg-Abbaye-Neustadt-en-Mecklembourg-Chevalerie -Neustadt-en-Mecklembourg-Domaine-Plau) | Hugo Hermes                              |       | DFP             |
| Grand-duché de Mecklembourg-Schwerin      |                   | 04 (Gnoien-Dargun-Gnoien-Neukalen-Ivenack-Malchow-Neukalen -Stavenhagen-Chevalerie-Stavenhagen-Domaine-Wredenhagen-Chevalerie -Wredenhagen-Domaine)                                                                         | Adolf von Engel                          |       | DKP             |
| Grand-duché de Mecklembourg-Schwerin      |                   | 05 (Bützow-Chevalerie-Bützow-Domaine-Bützow-Rühn-Doberan -Ribnitz-Abbaye-Ribnitz-Chevalerie-Ribnitz-Domaine -Toitenwinkel zu Rostock)                                                                                       | Hermann Paasche                          |       | LV              |
| Grand-duché de Mecklembourg-Schwerin      |                   | 06 (Güstrow-Rossewitz-Güstrow-Schwaan-Chevalerie-Schwaan-Domaine) | Karl Heydemann                           |       | NLP             |
| Grand-duché de Saxe-Weimar-Eisenach       |                   | 01 (Weimar-Apolda) | Carl Ausfeld                             |       | DFP             |
| Grand-duché de Saxe-Weimar-Eisenach       |                   | 02 (Eisenach-Dermbach) | Ludolf Parisius                          |       | DFP             |
| Grand-duché de Saxe-Weimar-Eisenach       |                   | 03 (Iéna-Neustadt-sur-l'Orla) | Georg Meyer                              |       | NLP             |
| Grand-duché de Mecklembourg-Strelitz      |                   | 01 (Neustrelitz, Neubrandenbourg-Schönberg) | Franz Pogge                              |       | NLP             |
| Grand-duché d'Oldenbourg                  |                   | 01 (Oldenbourg-Eutin-Birkenfeld) | Robert Meibauer                          |       | DFP             |
| Grand-duché d'Oldenbourg                  |                   | 02 (Jever-Rüstringen-Brake-Westerstede-Varel-Elsfleth-Butjadingen) | Arnold Huchting                          |       | DFP             |
| Grand-duché d'Oldenbourg                  |                   | 03 (Vechta-Delmenhorst-Cloppenburg-Wildeshausen-Friesoythe) | Ferdinand Heribert von Galen             |       | ZEN             |
| Duché de Brunswick                        |                   | 01 (Brunswick-Blankenburg) | Karl Schrader                            |       | LV              |
| Duché de Brunswick                        |                   | 02 (Helmstedt-Wolfenbüttel) | Hermann Roemer                           |       | NLP             |
| Duché de Brunswick                        |                   | 03 (Holzminden-Gandersheim) | Max Weber                                |       | NLP             |
| Duché de Saxe-Meiningen                   |                   | 01 (Meiningen-Hildburghausen) | Karl Baumbach                            |       | LV              |
| Duché de Saxe-Meiningen                   |                   | 02 (Sonneberg-Saalfeld) | Eduard Lasker                            |       | LV              |
| Duché de Saxe-Altenbourg                  |                   | 01 (Altenbourg-Roda) | Karl Vogel                               |       | DRP             |
| Duché de Saxe-Cobourg et Gotha            |                   | 01 (Cobourg) | Theodor Mommsen                          |       | LV              |
| Duché de Saxe-Cobourg et Gotha            |                   | 02 (Gotha) | Theodor Barth                            |       | LV              |
| Duché d'Anhalt                            |                   | 01 (Dessau-Zerbst) | Erich Sello                              |       | LV              |
| Duché d'Anhalt                            |                   | 02 (Bernbourg-Köthen-Ballenstedt) | Wilhelm Oechelhäuser                     |       | NLP             |
| Principauté de Schwarzbourg-Rudolstadt    |                   | 01 (Königsee-Frankenhausen) | Adolph Hoffmann                          |       | DFP             |
| Principauté de Schwarzbourg-Sondershausen |                   | 01 (Sondershausen-Arnstadt-Gehren-Ebeleben) | Gustav Lipke                             |       | DFP             |
| Principauté de Waldeck-Pyrmont            |                   | 01 (Eider-Twiste-Eisenberg-Pyrmont) | Friedrich Boettcher                      |       | NLP             |
| Principauté de Reuss branche aînée        |                   | 01 (Greiz-Burgk) | Wilhelm Blos                             |       | SAP             |
| Principauté Reuss branche cadette         |                   | 01 (Gera-Schleiz) | Max Hirsch                               |       | DFP             |
| Principauté de Schaumbourg-Lippe          |                   | 01 (Bückeburg-Stadthagen) | Johann Hamspohn                          |       | DFP             |
| Principauté de Lippe                      |                   | 01 (Blomberg-Brake-Detmold-Lipperode-Cappel-Schötmar) | Wilhelm Büxten                           |       | DFP             |
| Lübeck                                    |                   | 01 (Lübeck) | Christoph Görtz                          |       | DFP             |
| Brême                                     |                   | 01 (Brême-Bremerhaven) | Hermann Henrich Meier                    |       | NLP             |
| Hambourg                                  |                   | 01 (Neustadt-Sankt Pauli) | Julius Sandtmann                         |       | DFP             |
| Hambourg                                  |                   | 02 (Altstadt-Saint-Georges-Hammerbrook) | Johann Heinrich Wilhelm Dietz            |       | SAP             |
| Hambourg                                  |                   | 03 (Hambourg-Campagne-Landherrenschaften) | Anton Rée                                |       | DFP             |
| Alsace-Lorraine                           |                   | 01 (Altkirch-Thann) | Landelin Winterer                        |       | Alsace-Lorraine |
| Alsace-Lorraine                           |                   | 02 (Mulhouse) | Jean Dollfus                             |       | Alsace-Lorraine |
| Alsace-Lorraine                           |                   | 03 (Colmar) | Charles Grad                             |       | Alsace-Lorraine |
| Alsace-Lorraine                           |                   | 04 (Guebwiller) | Joseph Guerber                           |       | Alsace-Lorraine |
| Alsace-Lorraine                           |                   | 05 (Ribeauvillé) | Jacob Ignatius Simonis                   |       | Alsace-Lorraine |
| Alsace-Lorraine                           |                   | 06 (Sélestat) | Irénée Lang                              |       | Alsace-Lorraine |
| Alsace-Lorraine                           |                   | 07 (Molsheim-Erstein) | Hugo Zorn von Bulach                     |       | Alsace-Lorraine |
| Alsace-Lorraine                           |                   | 08 (Strasbourg-Ville) | Jacques Kablé                            |       | Alsace-Lorraine |
| Alsace-Lorraine                           |                   | 09 (Strasbourg-Campagne) | Michel Quirin                            |       | Alsace-Lorraine |
| Alsace-Lorraine                           |                   | 10 (Hagenau-Wissembourg) | Eugène de Dietrich                       |       | Alsace-Lorraine |
| Alsace-Lorraine                           |                   | 11 (Saverne) | Alfred Goldenberg                        |       | Alsace-Lorraine |
| Alsace-Lorraine                           |                   | 12 (Sarreguemines-Forbach) | Édouard Jaunez                           |       | Alsace-Lorraine |
| Alsace-Lorraine                           |                   | 13 (Boulay-Thionville-Est-Thionville-Ouest) | Henri Paul François de Wendel            |       | Alsace-Lorraine |
| Alsace-Lorraine                           |                   | 14 (Metz-Ville-Metz-Campagne) | Paul Théodore Auguste Bezanson           |       | Alsace-Lorraine |
| Alsace-Lorraine                           |                   | 15 (Sarrebourg-Château-Salins) | Charles Germain                          |       | Alsace-Lorraine |